# Villino Panciera
Il villino Panciera è un palazzo storico ad uso civile situato in via Rovereto a Schio.

## Storia
L'edificio venne realizzato nel 1862 da Antonio Caregaro Negrin ed è il primo esempio a Schio di villino costruito dallo stesso architetto.
Fu proprietà della famiglia dei fabbricanti lanieri Pizzolato e successivamente dei Panciera. Gli ampliamenti dei capannoni industriali della limitrofa azienda Lanerossi avvenuti nel corso degli anni hanno determinato la scomparsa del retrostante giardino di proprietà.
Nel corso del Novecento l'edificio fu anche adibito a casa di tolleranza per militari; nel secondo dopoguerra fu acquisita dalla Lanerossi che la destinò a sede del "dopolavoro aziendale" e della "Cassa Mutua" aziendale. Più recentemente ha ospitato la sede locale della Croce Rossa Italiana. Già in sensibile stato di degrado, lo stabile, a partire dagli anni 2010 è rimasto completamente inutilizzato andando incontro a un ulteriore progressivo deperimento.

## Descrizione
La facciata principale, scandita in tre piani, presenta al piano nobile un'elegante trifora centinata con snelle colonnine e balconata completata da un ricco parapetto in ghisa; questa è sormontata da un rosone lobato e da un frontone triangolare appena accennato. Lateralmente la facciata - dove il corpo di fabbrica si fa leggermente arretrato - presenta due serie di finestre centinate, arricchite da decorazioni in rilievo raffiguranti coppie di grifoni contrapposti poste sui sottodavanzali per quelle del piano nobile, e degli oculi iscritti in cornici quadrate al terzo livello. L'originale ingresso principale dell'edificio, con gradinata a coda di rondine, che si estendeva verso l'attuale via Rovereto, è stato modificato riducendolo a semplice finestrone. Su ambo i lati il palazzo presenta due corpi aggiuntivi: il primo aggettante dotato di bifore, il secondo più basso e sporgente di forma poligonale e dotato di finestre centinate cieche, che volgono verso il giardino, donando movimento all'architettura. Sul retro si sviluppano due ampi terrazzi con balaustre in ferro.
Gli interni, a causa dei numerosi cambi d'uso che ha subìto lo stabile, sono stati completamente alterati: modificate le suddivisioni interne della dimora e degli scantinati, rifatti pavimenti e soffitti.